# Schusterstuhl (Schladminger Tauern)
Schusterstuhl är ett berg i Österrike.   Det ligger i bergsområdet Schladminger Tauern i distriktet Tamsweg och förbundslandet Salzburg, i den centrala delen av landet, 230 km sydväst om huvudstaden Wien. Toppen på Schusterstuhl är 2 250 meter över havet.
Terrängen runt Schusterstuhl är huvudsakligen bergig, men västerut är den kuperad. Närmaste större samhälle är Schladming, 16,1 km norr om Schusterstuhl. 
I omgivningarna runt Schusterstuhl växer i huvudsak blandskog. Runt Schusterstuhl är det glesbefolkat, med 20 invånare per kvadratkilometer.